# Dale Tye
Dale Tye, née le 28 janvier 1979, est une coureuse cycliste néo-zélandaise.

## Palmarès sur route
- 2002
  - 2e du championnat de Nouvelle-Zélande du contre-la-montre
- 2003
  -  Championne de Nouvelle-Zélande contre-la-montre
- 2004
  -  Championne de Nouvelle-Zélande contre-la-montre
- 2007
  -  Médaillée d'argent du championnat d'Océanie du contre-la-montre
  - 3e du championnat de Nouvelle-Zélande du contre-la-montre
- 2009
  - 3e du championnat de Nouvelle-Zélande du contre-la-montre

## Palmarès sur piste

### Coupe du monde
- 2004-2005
  - 2e de la poursuite de Sydney

### Championnats d'Océanie
| Édition / Épreuve     | Poursuite |
| Nouvelle-Zélande 2004 | Or        |
| Melbourne 2004        | Argent    |
| Invercargill 2007     | Argent    |

### Championnats nationaux
- 2003
  - 2e de la poursuite
- 2006
  - 3e de la poursuite
- 2007
  - 2e de la poursuite